# استیو بال
استیو بال (انگلیسی: Steve Ball؛ زادهٔ ۲ سپتامبر ۱۹۶۹) بازیکن فوتبال اهل بریتانیا است.
از باشگاه‌هایی که در آن بازی کرده‌است می‌توان به باشگاه فوتبال کولچستر یونایتد، باشگاه فوتبال لانگ ملفورد، باشگاه فوتبال آرسنال، باشگاه فوتبال هیبریج، باشگاه فوتبال نوریچ سیتی، باشگاه فوتبال کمبریج یونایتد، و باشگاه فوتبال کولچستر یونایتد اشاره کرد.